# Christel Suckow
Christel Suckow (* vor 1975) ist eine deutsche Filmeditorin.

## Leben
Suckow war einige Jahre Schnitt-Assistentin beim NDR und von 1975 bis 1988 beim BR festangestellt.
Von 1979 bis 2008 arbeitete sie regelmäßig mit dem Regisseur Dominik Graf zusammen, wie für die Filme Der kostbare Gast (1979), Die Beute (1988), Die Katze (1988), Tiger, Löwe, Panther (1989), Spieler (1990), Die Sieger (1994), Tatort: Frau Bu lacht (1995), Der Skorpion (1997), Die Freunde der Freunde (2002), Kalter Frühling (2004), Der Rote Kakadu (2006) und Kommissar Süden und der Luftgitarrist (2008). Zuletzt arbeitete sie 2014 an dem Fernsehfilm Ich will dich (Stand: Januar 2022).
2004 erhielt sie für dessen Fernsehfilm Kalter Frühling den Deutschen Kamerapreis im Segment Schnitt. Sie war in den Vorjahren bereits dreimal nominiert gewesen.

## Filmografie (Auswahl)
- 1971: Rote Fahnen sieht man besser (Dokumentarfilm)
- 1979: Der kostbare Gast
- 1988: Der Fahnder (Fernsehserie, 3 Folgen)
- 1988: Die Beute (Fernsehfilm)
- 1988: Die Katze
- 1989: Tiger, Löwe, Panther
- 1990: Spieler
- 1991: Go Trabi Go
- 1991: Die wahre Geschichte von Männern und Frauen
- 1992: Go Trabi Go 2 – Das war der wilde Osten
- 1994: Die Sieger
- 1995: Tatort: Frau Bu lacht
- 1995: Rennschwein Rudi Rüssel
- 1997: Der Skorpion
- 1998: Widows – Erst die Ehe, dann das Vergnügen
- 2000: Die Einsamkeit der Krokodile
- 2000: Bella Block: Blinde Liebe (Fernsehreihe)
- 2001: Bella Block: Schuld und Liebe
- 2002: Bobby
- 2002: Die Freunde der Freunde
- 2002: Wie die Karnickel
- 2003: Tatort: Wenn Frauen Austern essen
- 2004: Kalter Frühling
- 2006: Der Rote Kakadu
- 2006: Bella Block: Blackout
- 2006: Bella Block: Mord unterm Kreuz
- 2007: Ein fliehendes Pferd
- 2008: Ein starker Abgang
- 2008: Kommissar Süden und der Luftgitarrist
- 2009: Erntedank. Ein Allgäu-Krimi
- 2009: Ellas Geheimnis
- 2011: Der letzte Angestellte
- 2011: Ein starkes Team: Am Abgrund
- 2011: Föhnlage. Ein Alpenkrimi
- 2012: Milchgeld. Ein Kluftingerkrimi
- 2012: Der Tote im Watt
- 2012: Operation Zucker
- 2014: Ich will dich